# Camellia granthamiana
Camellia granthamiana (Chino: 葛量洪茶), o "Grantham's camellia", es una especie rara de  Camellia, que fue descubierta en Hong Kong en 1955.

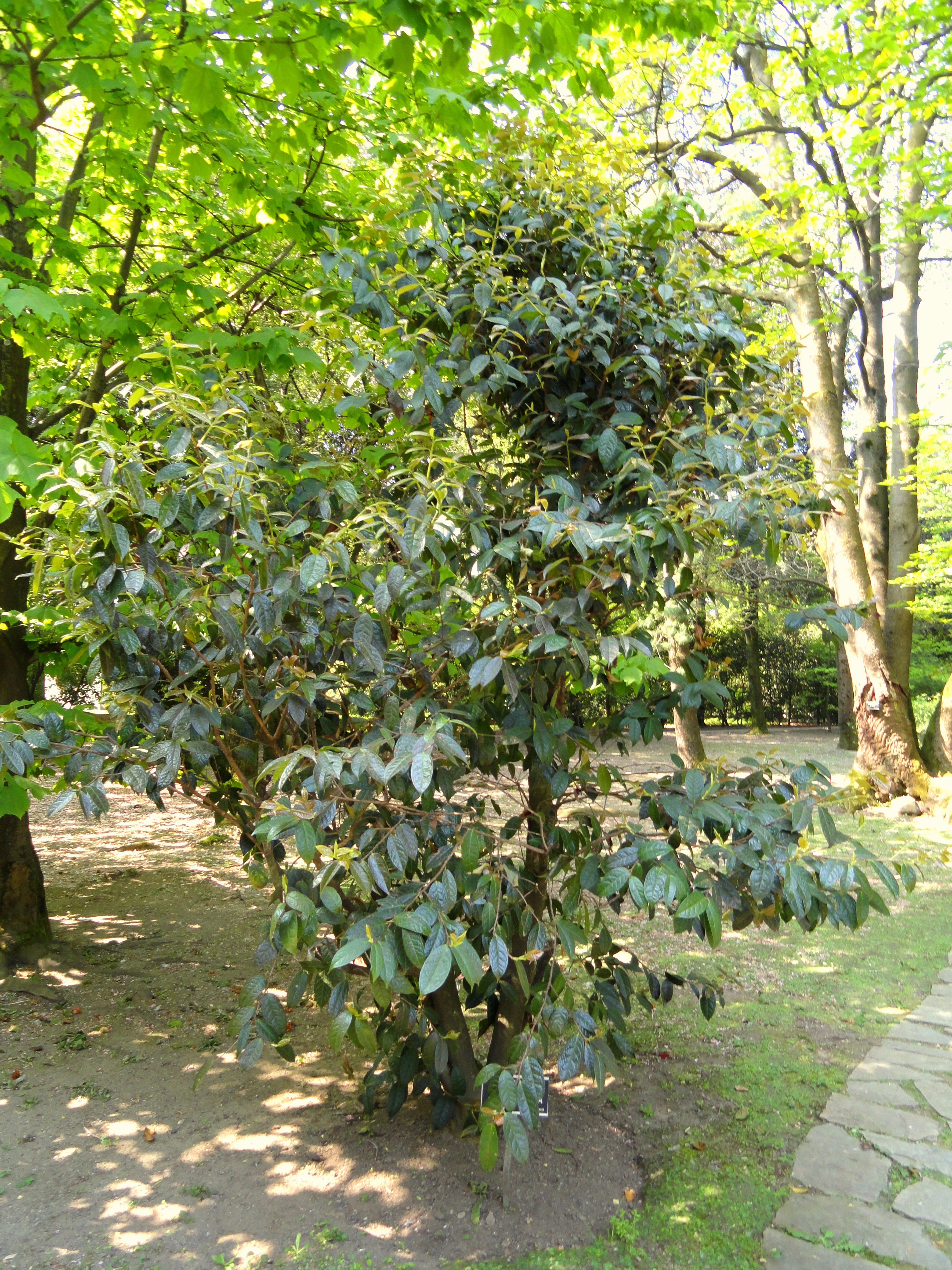
Vista del árbol

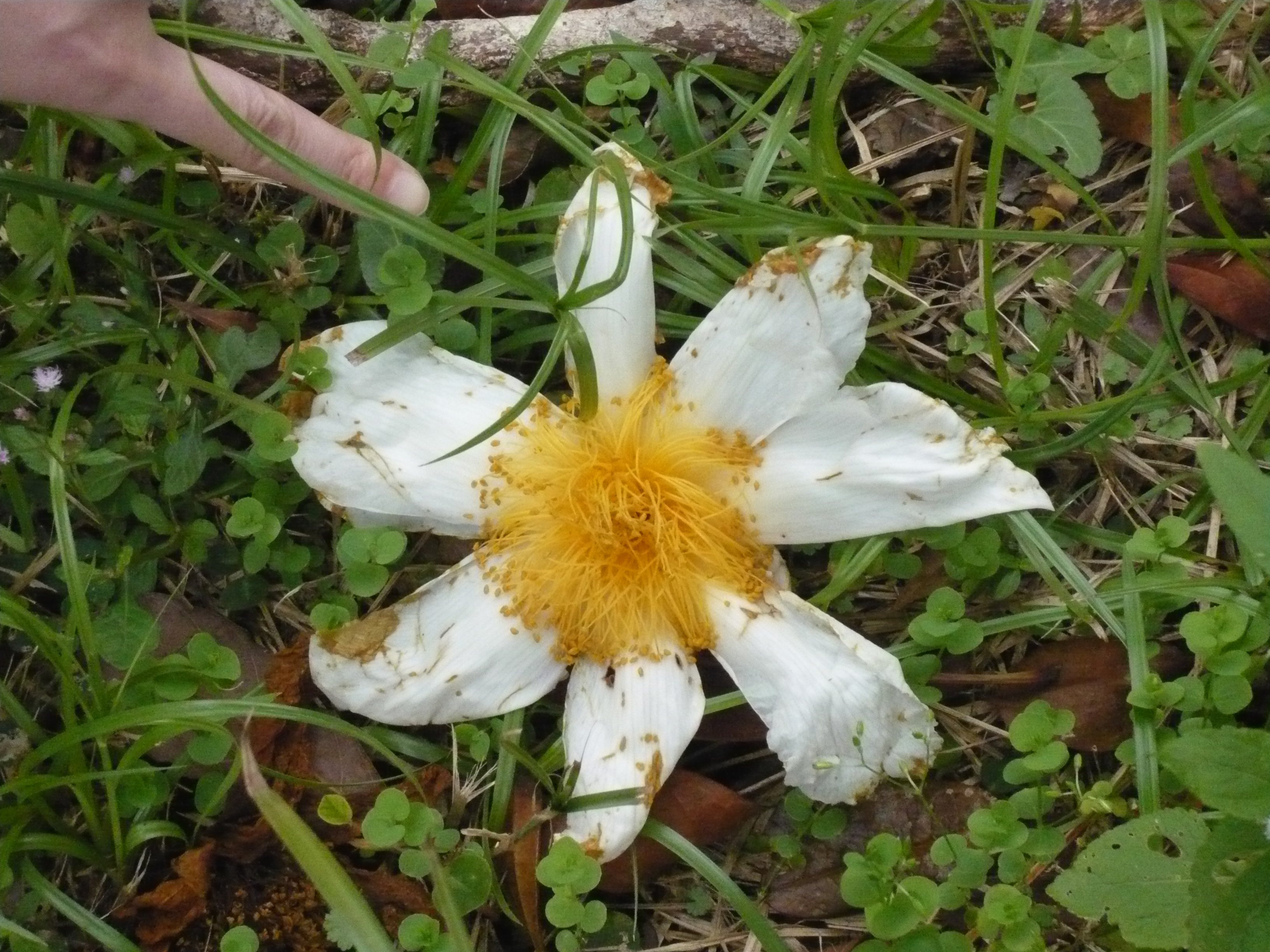
Detalle de la flor

## Descripción
Son arbustos o árboles, que alcanzan un tamaño de 3-9 m de altura. Las ramas jóvenes son de color marrón grisáceo. Pecíolo de 5-10 mm, pubescente; las hojas con limbo oblongo-elíptico, obovada-elíptica o rectangular, de 7-11,5 × 3-4.5 cm, coriáceas y adaxialmente rugoso, verde pálido en el envés, punteada glandular marrón, y las vellosidades extendiéndose a lo largo de la vena media y secundarias, ápice acuminado. Flores axilares o subterminales, solitarias,  de 10-14 cm de diámetro., Subsésiles. El fruto es una cápsula de 6 cm de diámetro, rodeado de sépalos persistentes, con 5 válvulas dehiscentes; pericarpio 7-10 mm de espesor. Las semillas de color marrón oscuro, semiglobosas de 1,3 × 1,3 cm. Fl. diciembre-enero, fr. agosto-septiembre. Tiene un número de cromosomas de 2 n = 60.

## Distribución y hábitat
La distribución de la especie es limitada, tanto en Hong Kong como en China continental. Sólo un espécimen de la especie fue encontrado en el momento de ser descubierto.  Algunas poblaciones silvestres fueron encontradas en Ma On Shan y también en Guangdong (incluyendo Shenzhen).
Se descubrió por primera vez en la quebrada de Tai Mo Shan en 1955 por DAPC.
En Hong Kong, es una especie protegida por el Reglamento Forestal Cap. 96A . 96A.

## Taxonomía
Camellia granthamiana fue descrita por Joseph Robert Sealy  y publicado en Journal of the Royal Horticultural Society 81: 182. 1956.
Etimología
Camellia: nombre genérico otorgado en honor del botánico y misionero jesuita del siglo XVII, Jiří Josef Camel (también conocido como Camellus), quien transportó plantas de camelias desde Filipinas a Europa. Carlos Linneo nombró a este género en su honor.
granthamiana: epíteto que fue nombrado en honor del entonces Gobernador de Hong Kong, Sir Alexander Grantham.
Sinonimia
- Camellia albogigas Hu[6]